# Сосенки (Владимирская область)
Сосенки — деревня в Вязниковском районе Владимирской области России, входит в состав Паустовского сельского поселения.

## География
Деревня расположена в 7 км на северо-восток от центра поселения деревни Паустово и в 15 км на юг от города Вязники.

## История
В конце XIX — начале XX века деревня входила в состав Нагуевской волости Вязниковского уезда, с 1926 года — в составе Вязниковской волости. В 1859 году в деревне числилось 9 дворов, в 1905 году — 20 дворов, в 1926 году — 27 дворов.
С 1929 года деревня входила в состав Воробьевского сельсовета Вязниковского района, с 1940 года — в составе Вязниковского сельсовета, с 1954 года — в составе Федурниковского сельсовета, с 1965 года — в составе Паустовского сельсовета, с 1968 года — в составе Пролетарского сельсовета, с 2005 года — в составе Паустовского сельского поселения.

## Население
| 1859 | 1905 | 1926 | 2002 | 2010 | 2021 |
| ---- | ---- | ---- | ---- | ---- | ---- |
| 64   | ↗112 | ↗178 | ↘13  | ↘4   | ↗21  |